# Ꚅ
Le jwé (capitale Ꚅ, minuscule ꚅ) est une lettre additionnelle de l’alphabet cyrillique qui était utilisée dans l’écriture de l’abkhaze dans l’alphabet de 37 lettres de 1862 de Peter von Uslar et dans l’alphabet de 55 lettres de 1909 d’Andreï Tchotchoua (ru). Il est composé d’une ligature entre un zé ‹ З з › et un jé ‹ Ж ж ›.

## Représentations informatiques
Le jwé peut être représenté avec les caractères Unicode suivants :
| formes    | représentations | chaînes de caractères | points de code | descriptions                    |
| --------- | --------------- | --------------------- | -------------- | ------------------------------- |
| capitale  | Ꚅ               | Ꚅ                     | U+A684         | lettre majuscule cyrillique jwé |
| minuscule | ꚅ               | ꚅ                     | U+A685         | lettre minuscule cyrillique jwé |